# Camaxtli
Camaxtli, nella mitologia azteca e maya, era un dio della caccia, della guerra, del fato e del fuoco (che lui inventò). Divinità-guida dei sacrifici umani e dei guerrieri che vengono uccisi in battaglia, sotto la parte orientale del cielo, dove diventeranno stelle. Era una delle quattro divinità che crearono la Terra. 
I Cicimechi lo consideravano la loro divinità tribale.
Per gli abitanti di Tlaxcala era una divinità della caccia.
Il suo nome è legato al maya came, che vuol dire "Morte"
Nome alternativo:Mixcoatl-Camaxtli